# ایزووریشته
ایزووریشته (به بلغاری: Izvorishte) یک منطقهٔ مسکونی در بلغارستان است که در بورگاس واقع شده‌است.